# Dolabella

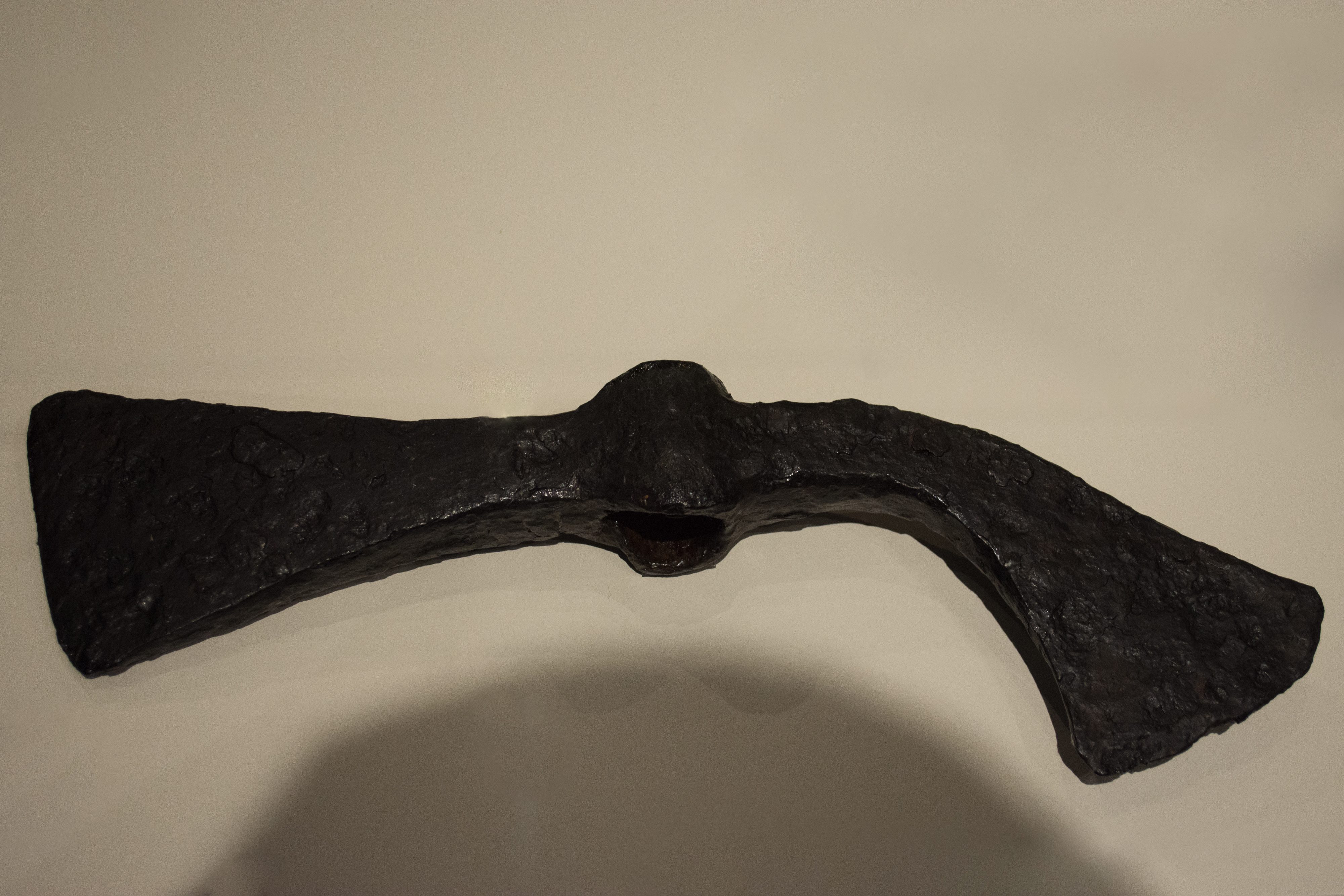
Secoli I-II. Museo di preistoria di Valencia.

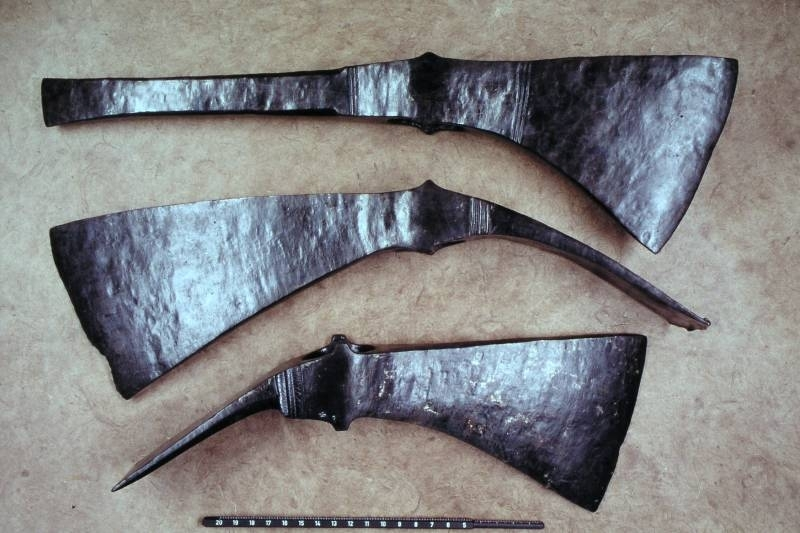
ritrovamenti dal Campo romano Hedemünden.

La dolabella, conosciuta anche con il nome di dolabra (di cui dolabella è il diminutivo), era un'arma bianca con manico, usata dai Romani per uso militare, ma più spesso per eseguire i sacrifici.
Era tagliente da un lato mentre dall'altra parte presentava una punta ricurva, risultando simile all'incrocio tra un'ascia ed un piccone.
Altre fonti sostengono che non si trattasse di un'arma bensì di uno strumento poco conosciuto che veniva utilizzato per la costruzione degli accampamenti. Il bisogno di disporre sia di un'ascia che di un piccone per la costruzione del castrum, e il poco spazio a disposizione, suggerirono la manifattura di questo strumento che ricorda molto da vicino le moderne pale piegabili in dotazione agli eserciti odierni.